# A Nice Pair
A Nice Pair é uma compilação da banda Pink Floyd. O álbum consiste em The Piper at the Gates of Dawn e A Saucerful of Secrets juntos num só. Na versão americana, por alguma estranha razão, a música original "A Saucerful of Secrets" foi substituída pela versão ao vivo de Ummagumma. O disco atingiu a posição 36 dentre os álbuns mais vendidos nos Estados Unidos, sendo galardoado com disco de ouro pela RIAA em março de 1994.
A capa, feita pela Hipgnosis é uma coletânea de outras capas que não tinham expressão. A capa é dividida em nove quadrados, cada qual com uma menção a uma frase ou dito popular.
| Críticas profissionais                                                      | Críticas profissionais |
| Avaliações da crítica                                                       | Avaliações da crítica  |
| Fonte                                                                       | Avaliação              |
| --------------------------------------------------------------------------- | ---------------------- |
| Allmusic                                                                    | [ 1 ]                  |
| Esta tabela precisa de ser acompanhada por texto em prosa. Consulte o guia. |                        |

## Faixas

### Disco 1
The Piper at the Gates of Dawn
1. "Astronomy Domine" (Barrett) - 4:12 (na versão americana a gravação original desta faixa foi substituída pela de Ummagumma, com David Gilmour)
2. "Lucifer Sam" (Barrett) - 3:07
3. "Matilda Mother" (Barrett) - 3:08
4. "Flaming" (Barrett) - 2:46
5. "Pow R. Toc H." (Barrett/Waters/Wright/Mason) - 4:26
6. "Take Up Thy Stethoscope and Walk" (Waters) - 3:05
7. "Interstellar Overdrive" (Barrett/Waters/Wright/Mason) - 9:41
8. "The Gnome" (Barrett) - 2:13
9. "Chapter 24" (Barrett) - 3:42
10. "Scarecrow" (Barrett) - 2:11
11. "Bike" (Barrett) - 3:21

### Disco 2
A Saucerful of Secrets
1. "Let There Be More Light" (Waters) - 5:38
2. "Remember A Day" (Wright) - 4:33
3. "Set The Controls For The Heart Of The Sun" (Waters) - 5:28
4. "Corporal Clegg" (Waters) - 4:13
5. "A Saucerful of Secrets" (Waters/Wright/Mason/Gilmour) - 11:57
6. "See-Saw" (Wright) - 4:36
7. "Jugband Blues" (Barrett) - 3:00

## Ficha técnica
Banda
- Roger Waters - baixo e vocal
- Richard Wright - teclado, piano, metrollon, vibrafone e vocal
- Syd Barrett - guitarra e vocal
- David Gilmour - guitarra e vocal
- Nick Mason - bateria, percussão e vocal

Músicos convidados
- Norman Smith - bateria e vocal de apoio